# Campeonato Mundial de Atletismo em Pista Coberta de 2014 - 3000 m feminino
A prova dos 3000 metros feminino do Campeonato Mundial de Atletismo em Pista Coberta de 2014 foi disputada entre 7 e 9 de março na Ergo Arena em Sopot, na Polônia.

## Recordes
Antes desta competição, os recordes mundiais e do campeonato nesta prova eram os seguintes:
|    | Nome           | Nacionalidade | Tempo     | Local              | Data                   |
| -- | -------------- | ------------- | --------- | ------------------ | ---------------------- |
| WR | Genzebe Dibaba | Etiópia       | 8m 16s 60 | Estocolmo, Suécia  | 6 de fevereiro de 2014 |
| CR | Elly van Hulst | Países Baixos | 8m 33s 82 | Budapeste, Hungria | 4 de março de 1989     |

## Medalhistas
| Ouro                 | Prata                      | Bronze                   |
| Genzebe Dibaba (ETH) | Hellen Onsando Obiri (KEN) | Maryam Yusuf Jamal (BHR) |

## Cronograma
| Data       | Hora  | Evento        |
| ---------- | ----- | ------------- |
| 7 de março | 11:25 | Eliminatórias |
| 9 de março | 16:50 | Final         |

## Resultados

### Eliminatórias
Qualificação: 4 atletas de cada bateria  (Q) mais os 4 melhores qualificados (q).  
| Colocação | Bateria | Atleta               | Nacionalidade          | Tempo   | Notas    |
| --------- | ------- | -------------------- | ---------------------- | ------- | -------- |
| 1         | 2       | Maryam Yusuf Jamal   | Barém                  | 8:53.07 | Q        |
| 2         | 2       | Hellen Onsando Obiri | Quênia                 | 8:53.31 | Q        |
| DSQ       | 2       | Betlhem Desalegn     | Emirados Árabes Unidos | 8:53.56 | Q Doping |
| 3         | 2       | Hiwot Ayalew         | Etiópia                | 8:53.70 | Q        |
| 4         | 2       | Renata Pliś          | Polónia                | 8:57.80 | q        |
| 5         | 1       | Genzebe Dibaba       | Etiópia                | 8:57.86 | Q        |
| 6         | 2       | Gabriele Grunewald   | Estados Unidos         | 8:58.10 | q        |
| 7         | 1       | Sifan Hassan         | Países Baixos          | 8:58.50 | Q        |
| 8         | 1       | Margherita Magnani   | Itália                 | 8:58.51 | Q        |
| 9         | 1       | Shannon Rowbury      | Estados Unidos         | 8:58.85 | Q, SB    |
| 10        | 1       | Irene Jelagat        | Quênia                 | 8:58.97 | q        |
| 11        | 1       | Alia Saeed Mohammed  | Emirados Árabes Unidos | 9:00.35 | q        |
| 12        | 1       | Natalya Aristarkhova | Rússia                 | 9:09.37 |          |
| 13        | 1       | Lucy van Dalen       | Nova Zelândia          | 9:10.20 |          |
| DSQ       | 2       | Svitlana Shmidt      | Ucrânia                | 9:25.98 | Doping   |

### Final
A final ocorreu dia 9 de março. 
| Colocação         | Atleta               | Nacionalidade          | Tempo   | Notas  |
| ----------------- | -------------------- | ---------------------- | ------- | ------ |
| Medalha de ouro   | Genzebe Dibaba       | Etiópia                | 8:55.04 |        |
| Medalha de prata  | Hellen Onsando Obiri | Quênia                 | 8:57.72 |        |
| Medalha de bronze | Maryam Yusuf Jamal   | Barém                  | 8:59.16 |        |
| 4                 | Irene Jelagat        | Quênia                 | 9:02.67 |        |
| 5                 | Sifan Hassan         | Países Baixos          | 9:03.22 |        |
| DSQ               | Betlhem Desalegn     | Emirados Árabes Unidos | 9:04.06 | Doping |
| 6                 | Renata Pliś          | Polónia                | 9:07.05 |        |
| 7                 | Shannon Rowbury      | Estados Unidos         | 9:07.82 |        |
| 8                 | Margherita Magnani   | Itália                 | 9:10.13 |        |
| 9                 | Gabriele Grunewald   | Estados Unidos         | 9:11.76 |        |
| 10                | Hiwot Ayalew         | Etiópia                | 9:12.51 |        |
| 11                | Alia Saeed Mohammed  | Emirados Árabes Unidos | 9:21.23 |        |

Legenda
| Recorde mundial       | Recorde mundial (World record)               |                       | Recorde africano                      | Recorde africano (African) |                                           | Q | Classificado por posição (Qualified) |
| Recorde do campeonato | Recorde do campeonato (Championship record)  | Recorde da América    | Recorde da América (Americas)         | q                          | Classificado por melhor tempo (Qualified) |   |                                      |
| Melhor marca do ano   | Melhor marca do ano (World leading)          | Recorde asiático      | Recorde asiático (Asian)              | DNS                        | Não largou (Did not start)                |   |                                      |
| Recorde nacional      | Recorde nacional (National record)           | Recorde europeu       | Recorde europeu (European)            | DNF                        | Não terminou (Did not finish)             |   |                                      |
| Recorde pessoal       | Recorde pessoal do atleta (Personal best)    | Recorde da Oceania    | Recorde da Oceania (Oceania)          | DSQ / DQ                   | Desclassificado (Disqualified)            |   |                                      |
| Recorde da temporada  | Recorde da temporada do atleta (Season best) | Recorde sul-americano | Recorde sul-americano (South America) | NM                         | Sem marca (No mark)                       |   |                                      |